# Vox Ultrasonic
La Vox Ultrasonic o también V268, fue un modelo de guitarra eléctrica semiacústica creada entre mediados y finales de la década de 1960 por la compañía VOX.  

## Características
El cuerpo de la Ultrasonic se asemeja a las guitarras de la marca Gibson, como el modelo ES-335, pero no era igual debido a que su cuerpo era hueco. La Ultrasonic no tenía ningún bloque de arce central o cuello establecido, por lo que es más similar a la guitarra Fender Coronado en la construcción.
La Vox Ultrasonic, como todos los modelos Vox de finales de los 1960, fue fabricado por la empresa Eko en Italia.
La compañía Vox estaba bien considerada como fabricante de cajas de ritmo[cita requerida] y equipado con numerosos efectos en sus guitarras[cita requerida]. La Ultrasonic era una guitarra de alta gama y por lo tanto tenía todos los efectos disponibles, como distorsión, agudos, refuerzo de graves, repetidor, palma, operados wah-wah y un sintonizador E-tuner.